# Karpuajärvi
Karpuajärvi is een in Zweden in de provincie Norrbottens län. Het meer in de gemeente Kiruna van ongeveer 1 km² ligt op zo’n 360 meter hoogte en watert gedeeltelijk af via de Lainiorivier. Het meer vormt samen met het Vuoksujärvi een natuurlijke barrière in de Europese weg 45 die hier met een scherpe bocht tussen de meren moet manoeuvreren. Aan het meer ligt de nederzetting Silkkimuotka, waarnaar de coördinaten verwijzen.